# Dipcadi garuense
Dipcadi garuense är en sparrisväxtart som beskrevs av Adolf Engler och Kurt Krause. Dipcadi garuense ingår i släktet Dipcadi och familjen sparrisväxter.
Artens utbredningsområde är Kamerun. Inga underarter finns listade i Catalogue of Life.